# Firmus (imię)
Firmus – imię męskie pochodzenia łacińskiego, pochodzące od przymiotnika firmus, 'trwały, mocny, silny'. Istnieje siedmiu świętych o tym imieniu. 
Firmus imieniny obchodzi 1 czerwca.
Zobacz też:
- Firmin